# El último vagón
El último vagón (bra: O Último Vagão) é um filme de comédia dramática mexicano lançado em 2023, dirigido por Ernesto Contreras e escrito por Javier Peñalosa. Estrelado por Adriana Barraza e Kaarlo Isaacs, o longa-metragem é uma adaptação do romance homônimo da autora Ángeles Doñantes.
Por sua atuação, Barraza foi indicada ao prêmio de Melhor Atriz no Emmy Internacional 2024.

## Sinopse
Ikal e sua família vivem ao longo de uma ferrovia que atravessa o país, uma rotina imposta pelo trabalho de seu pai na construção e reparação de trilhos. Essa vida nômade impede que o menino e sua família se estabeleçam em um só lugar por muito tempo. Na última parada, Ikal faz amizade com Chico, Valeria e Tuerto, crianças que são alunos de Georgina, uma professora dedicada que luta para garantir que seus alunos aprendam, apesar das dificuldades que enfrentam.
No entanto, quando tudo parece estar se encaminhando bem para Ikal na escola, uma nova ameaça surge: um inspetor do Ministério da Educação que tem a missão de fechar escolas rurais. Com o foco voltado para a escola de Ikal, o inspetor verá no jovem não apenas a luta pela educação, mas também tudo o que ele aprendeu sobre o valor da amizade, a importância do crescimento pessoal e a profunda inspiração que os professores podem proporcionar na vida de seus alunos. Essa jornada se torna um poderoso testemunho da resiliência e da esperança diante das adversidades.

## Elenco
- Adriana Barraza como professora Georgina
- Kaarlo Isaacs como Ikal
- Memo Villegas como Hugo Valenzuela
- Diego Montessoro como menino
- Frida Cruz como Valéria
- Ikal Paredes como Caolho
- Teté Espinoza como Lucero
- Jerónimo Medina como Tomás
- Gabriela Cartol como Mirna
- Nova Coronel como Diamantina
- Adrián Vázquez como Sr. Ochoa
- Leonardo Alonso como capataz
- Fátima Molina como Valeria adulta
- Sofía Domínguez Corte como Carola
- Osvani Rivera como Chesco
- Victoria Díaz como Diana Dinamita
- Blanca Guerra como Mago Etéreo

## Lançamento
El último vagón teve lançamento limitado em 18 de maio de 2023, e em 26 de maio foi lançado mundialmente na Netflix.